# Eugeniusz Bałło
Eugeniusz Bałło (ur. 1 lipca 1960) – polski lekkoatleta, kulomiot.

## Osiągnięcia
Największe sukcesy odnosił podczas zawodów halowych, był dwukrotnym mistrzem kraju w hali (Zabrze 1983 i Zabrze 1985). Dziewiąty zawodnik światowych igrzysk halowych (Paryż 1985). W swojej karierze reprezentował barwy Górnika Zabrze.

## Rekordy życiowe
- pchnięcie kulą (stadion) – 19,79 m (1986)
- pchnięcie kulą (hala) – 19,92 m (6 lutego 1983, Zabrze[1]) – 18. lokata w polskich tabelach historycznych pchnięcia kulą